# Carlos Filipe Porfírio
Carlos Filipe Porfírio (Faro, 29 de março de 1895 — Faro, 25 de novembro de 1970) foi um artista poliedro: poeta, pintor, cineasta e ainda etnólogo e museólogo português, tendo participado no movimento futurista, designadamente como diretor da revista Portugal Futurista, publicada em 1917.

## Biografia
Carlos Filipe Porfírio nasceu em Faro, a 29 de março de 1895, frequentou o liceu nesta cidade, onde teve como professor Carlos Augusto Lyster Franco (1880-1959). 
Em Faro estudou pintura com Adolf Haussmann e a partir de 1914 estudou na Escola de Belas-Artes em Lisboa, com Luciano Freire e Condeixa.
Desistiu do curso e regressou a Faro, onde participa na sua primeira exposição coletiva em 1917. 
A partir deste ano dirige a rubrica "Futurismo – Gente Nova" no jornal O Heraldo de Faro, sob a direção de Carlos Lyster Franco, onde publicou poesias de Fernando Pessoa, Mário de Sá-Carneiro e José de Almada Negreiros. Publicou também versos seus sob o pseudónimo "Nesso" e de outros poetas algarvios. Ainda em 1917 dirige a revista Portugal Futurista, partindo depois para Espanha onde expõe em Sevilha. 
De novo em Lisboa, expõe no Salão da Ilustração Portuguesa em 1922 e faz a sua primeira exposição individual no ano seguinte. Uma das sua obras expostas é o conhecido retrato de Judith Teixeira que ilustra a capa do livro da poetisa Decadência (1923).
Parte então para o estrangeiro, vive em Madrid, Roma e Paris e estuda cinema. Fixa residência nesta cidade, onde trabalha durante vários anos e conhece diversos artistas e intelectuais, designadamente Pablo Picasso e Simone de Beauvoir. 
Tal como sucedera a alguns dos seus camaradas na I Grande Guerra, Carlos Porfírio regressou a Portugal em 1939, com a deflagração da II Guerra Mundial. Na década de 1940, época áurea do cinema português, realizou três longas-metragens.
Mais tarde fundou ainda o Museu Etnográfico Regional de Faro (atual Museu Regional do Algarve), inaugurado em 1962, do qual foi diretor.
Carlos Filipe Porfírio faleceu em Faro, a 25 de novembro de 1970, tinha 75 anos de idade.

## Filmografia
- 1945 Sonho de Amor
- 1945 A Revolução de Maio II
- 1948 Um Grito na Noite